# Lobelia subnuda
Lobelia subnuda är en klockväxtart som beskrevs av George Bentham. Lobelia subnuda ingår i släktet lobelior, och familjen klockväxter. Inga underarter finns listade i Catalogue of Life.